# تشارلز كوبر (لاعب كرة سلة)
تشارلز كوبر (بالإنجليزية: Tarzan Cooper) (و. 1907 – 1980 م) هو لاعب كرة سلة، وممثل أمريكي، ولد في نيوارك، مركز لعبه هو وسط، توفي في فيلادلفيا، عن عمر يناهز 73 عاماً.